# 堤中納言物語
『堤中納言物語』（つつみちゅうなごんものがたり）は、日本の平安時代後期以降に成立した短編物語集。編者は不詳。10編の短編物語および1編の断片からなるが、成立年代や筆者はそれぞれ異なり、遅いものは13世紀以後の作品と考えられる。

## 概要
10編中の1編「逢坂越えぬ権中納言」以外の著者・詳細な成立年代は不詳である。ただし、文永8年（1271年）成立の『風葉和歌集』に同編および「花桜折る少将（中将）」「はいずみ」「ほどほどの懸想」「貝合はせ」から歌が入集しているため、これらの物語が文永8年以前の成立であることは確認できる。10編の物語の中のいずれにも「堤中納言」という人物は登場せず、この表題が何に由来するものなのかは不明である。複数の物語をばらけないように包んでおいたため「つつみの物語」と称され、それがいつの間にか実在の堤中納言（藤原兼輔）に関連づけられて考えられた結果として堤中納言物語となった、など様々な説がある。

## 内容
以下の10編、及び未完の断片で構成される。作品の配列順・題名等については、伝本により異同がある。現存する伝本は全て江戸期の写本である。

### 「逢坂越えぬ権中納言」
唯一筆者と成立年代が確認されている。天喜3年（1055年）成立、筆者は小式部（小式部内侍とは別人）。「六条斎院物語合」（天喜三年五月三日物語歌合）のために新作された作品で、いわゆる「薫型」の貴公子の恋を描いたもの。
あらすじ
諸事にわたって完璧な貴公子である中納言が、恋する女宮の側まで参上するが、遠慮のためについに契ることは出来ずに終わる。

### 「花桜折る少将（中将）」
主人公の官位が伝本によって「少将」「中将」「大将」と異なり、題名もそれに従って異なっている。
あらすじ
主人公の少将は「あたら夜の月と花とを同じくは心知れらむ人に見せばや」（もったいない。こんな美しい月と花を趣を知る人だけに見せたい）と詠う美しい姫君に恋をし、彼女が入内する前に盗み出そうとする。しかし、誤って姫の祖母を連れてきてしまう。

### 「虫愛づる姫君」
一説には「蜂飼大臣」と称された太政大臣・藤原宗輔とその娘がモデルであるとも言われている。
あらすじ
按察使大納言の姫は美しく気高いが、裳着（元服に相当）を済ませたにもかかわらず、化粧せず、お歯黒を付けず、ゲジゲジ眉毛のまま、引眉せず、平仮名を書かず、可憐なものを愛さず毛虫を愛する風変わりな姫君だった。その様子を屋敷に入り込んだ風流な貴公子が覗き、歌を詠みかける。「かは虫の毛ぶかきさまをみつるよりとももちてのみまもるべきかな」。返事をしないので女房が返歌「人に似ぬ心のうちはかは虫のなをとひてこそいはまほしけれ」。これを見ていた貴公子は「かは虫にまぎるるまゆの毛の末にあたるばかりの人はなきかな」と詠う。突然話が終わり、＜二の巻にあるべし＞となり、第二巻はない。

### 「このついで」
あらすじ
中宮（または女御）の無聊と徒然を慰めようと薫き物を試みたことをきっかけに、中宮の弟である宰相の中将と、中納言の君・少将の君といった女房らが今まで見聞きしたしみじみとする話を語り合う。

### 「よしなしごと」
書簡風の短編。ある手紙の内容を筆者が引用した、という体裁を取る。
あらすじ
ある僧が他人から品物を借りるために書いた長い手紙は、驚き呆れるようなものだった。

### 「はなだの女ご（花々の女ご）」
題名に関しては諸説あり、大別して
- 前半部を「はなだ」とするか、「はなばな」とするか
- 「はなだ」を取る場合、それは「花田」か「縹」か
- 「女ご」を「女御（にょうご）」とするか「女子（をんな子）」とするか

で意見が分かれている。
あらすじ
ある屋敷に集った姉妹達が、それぞれ仕えている女主人のうわさ話をする。姉妹達の大半と関係がある風流男が、そのさまをこっそりと覗き見る。

### 「はいずみ」
『古本説話集』第十九段「平中事」、狂言「墨塗」などに見られるモチーフ「墨塗説話」系の短編。この段では、話の前半は『伊勢物語』二十三段などに見られる二人妻物語を基調とし、後半はいわゆる平中墨塗譚を基調とする。
あらすじ
新旧二人の妻を持った男が、新しい方の妻を家に迎えて同居しようとするが、もとの妻の哀しむ様子を見て思いなおす。ある日新しい妻の所へ行くと、慌てた妻ははいずみ（眉墨）を白粉と間違えて顔に塗ってしまう。せっかちな男はそれに幻滅し、もとの妻のもとへ戻る。両親がやってくると黒い娘にびっくり。娘も鏡を見て「かかりけるものを、『いたづらになり給へる』とてさわぎけるこそ、かへすがえすをかしけれ」。

### 「ほどほどの懸想」
あらすじ
女童と小舎人童の恋から、侍と女房、頭中将と宮の姫、という主従3組、それぞれの身分（「ほど」）相応の恋が進んでゆく。

### 「貝合はせ」
この物語における貝合は、珍しく美しい貝を集めて競い合う本来の貝合であり、現在知られているいわゆる貝覆いではない。
あらすじ
蔵人少将は、偶然ある姫君とその腹違いの姉が貝合をすることを知る。母の居ない姫君の境遇に同情した少将は、こっそりと素晴らしい貝を用立てて、味方してやる。

### 「思はぬ方にとまりする少将」
あらすじ
姉妹の姫君にそれぞれ通って相婿となっている二人の少将が、ふとした取り違えで、妻ではない方の姫君とそれぞれ契ってしまう。と見せかけてー

### 未完断片
「冬ごもる……」という書き出しで始まる、数行程度の断片。物語の冒頭部分と見られる。しかし、これがただの断片の混入なのか、意図的に置かれたものなのか、あるいは写本時の書きさしなのかについては不明である。

## 関連作品
- マンガ日本の古典7『堤中納言物語』坂田靖子 著（中央公論新社）